# Борго Грота Ђиганте
Борго Грота Ђиганте је насеље у Италији у округу Трст, региону Фурланија-Јулијска крајина.
Према процени из 2011. у насељу је живело 218 становника. Насеље се налази на надморској висини од 269 м.